# Liste des anciennes communes de la Vienne
Cette page a pour objectif de retracer toutes les modifications communales dans le département de la Vienne : les anciennes communes qui ont existé depuis la Révolution française, ainsi que les créations, les modifications officielles de nom, ainsi que les échanges de territoires entre communes.
En 1800, le territoire du département de la Vienne comportait 350 communes. Très tôt, une vague importante de fusions en réduit le nombre : en 1830, elles ne sont plus que 303.
Quelques communes seront, par la suite, séduites par les formules de fusions associations après 1971 (loi Marcellin) puis des communes nouvelles après 2015 (lois NOTRe).
En 1980, le département comptait 281 communes et aujourd'hui 265 communes forment son territoire (au 1er janvier 2025).

## Fusions
| Nom de la nouvelle commune | Communes réunies                                    | Régime                                                         | Date (et nature) de la décision                     | Date d'effet                                       |
| -------------------------- | --------------------------------------------------- | -------------------------------------------------------------- | --------------------------------------------------- | -------------------------------------------------- |
| Val-de-Comporté            | Saint-Saviol                                        | commune nouvelle (avec communes déléguées)                     | 27 octobre 2023 (Arrêté)                            | 1er janvier 2024                                   |
| Val-de-Comporté            | Saint-Macoux                                        | commune nouvelle (avec communes déléguées)                     | 27 octobre 2023 (Arrêté)                            | 1er janvier 2024                                   |
| Valence-en-Poitou          | Couhé                                               | commune nouvelle (avec communes déléguées)                     | 22 novembre 2018 (Arrêté)                           | 1er janvier 2019                                   |
| Valence-en-Poitou          | Ceaux-en-Couhé                                      | commune nouvelle (avec communes déléguées)                     | 22 novembre 2018 (Arrêté)                           | 1er janvier 2019                                   |
| Valence-en-Poitou          | Châtillon                                           | commune nouvelle (avec communes déléguées)                     | 22 novembre 2018 (Arrêté)                           | 1er janvier 2019                                   |
| Valence-en-Poitou          | Payré                                               | commune nouvelle (avec communes déléguées)                     | 22 novembre 2018 (Arrêté)                           | 1er janvier 2019                                   |
| Valence-en-Poitou          | Vaux-en-Couhé                                       | commune nouvelle (avec communes déléguées)                     | 22 novembre 2018 (Arrêté)                           | 1er janvier 2019                                   |
| Boivre-la-Vallée           | Benassay                                            | commune nouvelle (avec communes déléguées)                     | 21 septembre 2018 (Arrêté)                          | 1er janvier 2019                                   |
| Boivre-la-Vallée           | La Chapelle-Montreuil                               | commune nouvelle (avec communes déléguées)                     | 21 septembre 2018 (Arrêté)                          | 1er janvier 2019                                   |
| Boivre-la-Vallée           | Lavausseau                                          | commune nouvelle (avec communes déléguées)                     | 21 septembre 2018 (Arrêté)                          | 1er janvier 2019                                   |
| Boivre-la-Vallée           | Montreuil-Bonnin                                    | commune nouvelle (avec communes déléguées)                     | 21 septembre 2018 (Arrêté)                          | 1er janvier 2019                                   |
| Saint-Martin-la-Pallu      | Saint Martin la Pallu                               | commune nouvelle (avec 5 communes déléguées)                   | 21 septembre 2018 (Arrêté)                          | 1er janvier 2019                                   |
| Saint-Martin-la-Pallu      | Varennes                                            | commune nouvelle (avec 5 communes déléguées)                   | 21 septembre 2018 (Arrêté)                          | 1er janvier 2019                                   |
| Champigny en Rochereau     | Champigny-le-Sec                                    | commune nouvelle (SANS communes déléguées depuis le 20-3-2020) | 19 juillet 2016 (Arrêté)                            | 1er janvier 2017                                   |
| Champigny en Rochereau     | Le Rochereau                                        | commune nouvelle (SANS communes déléguées depuis le 20-3-2020) | 19 juillet 2016 (Arrêté)                            | 1er janvier 2017                                   |
| Saint Martin la Pallu      | Vendeuvre-du-Poitou                                 | commune nouvelle (avec communes déléguées)                     | 19 juillet 2016 (Arrêté)                            | 1er janvier 2017                                   |
| Saint Martin la Pallu      | Blaslay                                             | commune nouvelle (avec communes déléguées)                     | 19 juillet 2016 (Arrêté)                            | 1er janvier 2017                                   |
| Saint Martin la Pallu      | Charrais                                            | commune nouvelle (avec communes déléguées)                     | 19 juillet 2016 (Arrêté)                            | 1er janvier 2017                                   |
| Saint Martin la Pallu      | Cheneché                                            | commune nouvelle (avec communes déléguées)                     | 19 juillet 2016 (Arrêté)                            | 1er janvier 2017                                   |
| Jaunay-Marigny             | Jaunay-Clan                                         | commune nouvelle (avec communes déléguées)                     | 19 juillet 2016 (Arrêté)                            | 1er janvier 2017                                   |
| Jaunay-Marigny             | Marigny-Brizay                                      | commune nouvelle (avec communes déléguées)                     | 19 juillet 2016 (Arrêté)                            | 1er janvier 2017                                   |
| Beaumont Saint-Cyr         | Beaumont                                            | commune nouvelle (avec communes déléguées)                     | 16 juin 2016 (Arrêté)                               | 1er janvier 2017                                   |
| Beaumont Saint-Cyr         | Saint-Cyr                                           | commune nouvelle (avec communes déléguées)                     | 16 juin 2016 (Arrêté)                               | 1er janvier 2017                                   |
| Senillé-Saint-Sauveur      | Saint-Sauveur                                       | commune nouvelle (avec communes déléguées)                     | 14 octobre 2015 (Arrêté)                            | 1er janvier 2016                                   |
| Senillé-Saint-Sauveur      | Senillé                                             | commune nouvelle (avec communes déléguées)                     | 14 octobre 2015 (Arrêté)                            | 1er janvier 2016                                   |
| Valdivienne                | Valdivienne                                         | fusion association (fusion simple depuis le 1-11-2013)         | 24 juin 1974 (Arrêté)                               | 1er juillet 1974                                   |
| Valdivienne                | Chapelle-Morthemer                                  | fusion association (fusion simple depuis le 1-11-2013)         | 24 juin 1974 (Arrêté)                               | 1er juillet 1974                                   |
| Chauvigny                  | Chauvigny                                           | fusion association                                             | 29 janvier 1973 (Arrêté)                            | 1er février 1973                                   |
| Chauvigny                  | Pouzioux                                            | fusion association                                             | 29 janvier 1973 (Arrêté)                            | 1er février 1973                                   |
| Lathus                     | Lathus                                              | fusion association (fusion simple depuis le 1-1-2018)          | 29 décembre 1972 (Arrêté)                           | 1er janvier 1973                                   |
| Lathus                     | Saint-Rémy-en-Montmorillon                          | fusion association (fusion simple depuis le 1-1-2018)          | 29 décembre 1972 (Arrêté)                           | 1er janvier 1973                                   |
| Saint-Jean-de-Sauves       | Saint-Jean-de-Sauves                                | fusion association                                             | 28 décembre 1972 (Arrêté)                           | 1er janvier 1973                                   |
| Saint-Jean-de-Sauves       | Frontenay-sur-Dive                                  | fusion association                                             | 28 décembre 1972 (Arrêté)                           | 1er janvier 1973                                   |
| Mirebeau                   | Mirebeau                                            | fusion association (dissoute en 1980)                          | 22 décembre 1972 (Arrêté) 28 décembre 1972 (Arrêté) | 1er janvier 1973                                   |
| Mirebeau                   | Amberre (commune rétablie en 1980)                  | fusion association (dissoute en 1980)                          | 22 décembre 1972 (Arrêté) 28 décembre 1972 (Arrêté) | 1er janvier 1973                                   |
| Mirebeau                   | Cherves (commune rétablie en 1980)                  | fusion association (dissoute en 1980)                          | 22 décembre 1972 (Arrêté) 28 décembre 1972 (Arrêté) | 1er janvier 1973                                   |
| Mirebeau                   | Cuhon (commune rétablie en 1980)                    | fusion association (dissoute en 1980)                          | 22 décembre 1972 (Arrêté) 28 décembre 1972 (Arrêté) | 1er janvier 1973                                   |
| Mirebeau                   | Maisonneuve (commune rétablie en 1980)              | fusion association (dissoute en 1980)                          | 22 décembre 1972 (Arrêté) 28 décembre 1972 (Arrêté) | 1er janvier 1973                                   |
| Mirebeau                   | Massognes (commune rétablie en 1980)                | fusion association (dissoute en 1980)                          | 22 décembre 1972 (Arrêté) 28 décembre 1972 (Arrêté) | 1er janvier 1973                                   |
| Mirebeau                   | Varennes (commune rétablie en 1980)                 | fusion association (dissoute en 1980)                          | 22 décembre 1972 (Arrêté) 28 décembre 1972 (Arrêté) | 1er janvier 1973                                   |
| Mirebeau                   | Vouzailles (commune rétablie en 1980)               | fusion association (dissoute en 1980)                          | 22 décembre 1972 (Arrêté) 28 décembre 1972 (Arrêté) | 1er janvier 1973                                   |
| Moncontour                 | Moncontour                                          | fusion association                                             | 22 décembre 1972 (Arrêté)                           | 1er janvier 1973                                   |
| Moncontour                 | Ouzilly-Vignolles                                   | fusion association                                             | 22 décembre 1972 (Arrêté)                           | 1er janvier 1973                                   |
| Moncontour                 | Saint-Chartres                                      | fusion association                                             | 22 décembre 1972 (Arrêté)                           | 1er janvier 1973                                   |
| La Grimaudière             | La Grimaudière                                      | fusion association                                             | 29 juin 1972 (Arrêté)                               | 1er janvier 1973                                   |
| La Grimaudière             | Notre-Dame-d'Or                                     | fusion association                                             | 29 juin 1972 (Arrêté)                               | 1er janvier 1973                                   |
| La Grimaudière             | Verger-sur-Dive                                     | fusion association                                             | 29 juin 1972 (Arrêté)                               | 1er janvier 1973                                   |
| Châtellerault              | Châtellerault                                       | fusion association                                             | 30 mai 1972 (Arrêté)                                | 1er juin 1972                                      |
| Châtellerault              | Targé                                               | fusion association                                             | 30 mai 1972 (Arrêté)                                | 1er juin 1972                                      |
| Moncontour                 | Moncontour                                          | fusion association                                             | 24 avril 1972 (Arrêté)                              | 1er mai 1972                                       |
| Moncontour                 | Messais                                             | fusion association                                             | 24 avril 1972 (Arrêté)                              | 1er mai 1972                                       |
| La Roche-Rigault           | Le Bouchet                                          | fusion association (fusion simple depuis le 1-3-1978)          | 30 mars 1972 (Arrêté)                               | 1er avril 1972                                     |
| La Roche-Rigault           | Claunay-en-Loudun                                   | fusion association (fusion simple depuis le 1-3-1978)          | 30 mars 1972 (Arrêté)                               | 1er avril 1972                                     |
| Loudun                     | Loudun                                              | fusion association                                             | 23 février 1972 (Arrêté)                            | 1er mars 1972                                      |
| Loudun                     | Rossay                                              | fusion association                                             | 23 février 1972 (Arrêté)                            | 1er mars 1972                                      |
| Dangé-Saint-Romain         | Dangé                                               | fusion                                                         | 25 février 1971 (Arrêté)                            | 25 mars 1971                                       |
| Dangé-Saint-Romain         | Saint-Romain-sur-Vienne                             | fusion                                                         | 25 février 1971 (Arrêté)                            | 25 mars 1971                                       |
| Angliers                   | Angliers                                            | fusion                                                         | 25 février 1971 (Arrêté)                            | 25 mars 1971                                       |
| Angliers                   | Saint-Cassien                                       | fusion                                                         | 25 février 1971 (Arrêté)                            | 25 mars 1971                                       |
| Valdivienne                | Salles-en-Toulon                                    | fusion                                                         | 3 juillet 1969 (Décret)                             | 10 juillet 1969                                    |
| Valdivienne                | Saint-Martin-la-Rivière                             | fusion                                                         | 3 juillet 1969 (Décret)                             | 10 juillet 1969                                    |
| Valdivienne                | Morthemer                                           | fusion                                                         | 3 juillet 1969 (Décret)                             | 10 juillet 1969                                    |
| Loudun                     | Loudun                                              | fusion                                                         | 7 novembre 1963 (Arrêté) 28 novembre 1963 (Arrêté)  | 1er janvier 1964                                   |
| Loudun                     | Véniers                                             | fusion                                                         | 7 novembre 1963 (Arrêté) 28 novembre 1963 (Arrêté)  | 1er janvier 1964                                   |
| Chauvigny                  | Chauvigny                                           | fusion                                                         | 20 novembre 1946 (Décret)                           | 1er décembre 1946                                  |
| Chauvigny                  | Saint-Martial                                       | fusion                                                         | 20 novembre 1946 (Décret)                           | 1er décembre 1946                                  |
| Chauvigny                  | Saint-Pierre-les-Églises                            | fusion                                                         | 20 novembre 1946 (Décret)                           | 1er décembre 1946                                  |
| Verrue                     | Verrue                                              | fusion                                                         | 1er août 1849 (Loi)                                 | 1er août 1849 (Loi)                                |
| Verrue                     | Dandésigny                                          | fusion                                                         | 1er août 1849 (Loi)                                 | 1er août 1849 (Loi)                                |
| Verrue                     | Ligniers-Langoust                                   | fusion                                                         | 1er août 1849 (Loi)                                 | 1er août 1849 (Loi)                                |
| Chouppes                   | Chouppes                                            | fusion                                                         | 21 juillet 1848 (Arrêté)                            | 21 juillet 1848 (Arrêté)                           |
| Chouppes                   | Poligny                                             | fusion                                                         | 21 juillet 1848 (Arrêté)                            | 21 juillet 1848 (Arrêté)                           |
| Château-Larcher            | Château-Larcher                                     | fusion                                                         | 7 septembre 1845 (Ordonnance)                       | 7 septembre 1845 (Ordonnance)                      |
| Château-Larcher            | Bapteresse                                          | fusion                                                         | 7 septembre 1845 (Ordonnance)                       | 7 septembre 1845 (Ordonnance)                      |
| Saint-Jean-de-Sauves       | Saint-Jean-de-Sauves                                | fusion                                                         | 7 septembre 1845 (Ordonnance)                       | 7 septembre 1845 (Ordonnance)                      |
| Saint-Jean-de-Sauves       | Saint-Aubin-du-Dolet                                | fusion                                                         | 7 septembre 1845 (Ordonnance)                       | 7 septembre 1845 (Ordonnance)                      |
| Mouterre-Silly             | Mouterre-Silly                                      | fusion                                                         | 4 juin 1845 (Loi)                                   | 4 juin 1845 (Loi)                                  |
| Mouterre-Silly             | Chasseignes                                         | fusion                                                         | 4 juin 1845 (Loi)                                   | 4 juin 1845 (Loi)                                  |
| Messemé                    | Messemé                                             | fusion                                                         | 7 avril 1840 (Ordonnance)                           | 7 avril 1840 (Ordonnance)                          |
| Messemé                    | Villiers (canton de Loudun)                         | fusion                                                         | 7 avril 1840 (Ordonnance)                           | 7 avril 1840 (Ordonnance)                          |
| Amberre                    | Amberre                                             | fusion                                                         | 25 février 1829 (Ordonnance)                        | 25 février 1829 (Ordonnance)                       |
| Amberre                    | Bournezeau                                          | fusion                                                         | 25 février 1829 (Ordonnance)                        | 25 février 1829 (Ordonnance)                       |
| Massognes                  | Massognes                                           | fusion                                                         | 25 février 1829 (Ordonnance)                        | 25 février 1829 (Ordonnance)                       |
| Massognes                  | Jarzay                                              | fusion                                                         | 25 février 1829 (Ordonnance)                        | 25 février 1829 (Ordonnance)                       |
| Thollet                    | Thollet                                             | fusion                                                         | 12 janvier 1825 (Ordonnance)                        | 12 janvier 1825 (Ordonnance)                       |
| Thollet                    | Condac                                              | fusion                                                         | 12 janvier 1825 (Ordonnance)                        | 12 janvier 1825 (Ordonnance)                       |
| Montmorillon               | Montmorillon                                        | fusion                                                         | 1er mai 1822 (Ordonnance)                           | 1er mai 1822 (Ordonnance)                          |
| Montmorillon               | Moussac-sur-Gartempe                                | fusion                                                         | 1er mai 1822 (Ordonnance)                           | 1er mai 1822 (Ordonnance)                          |
| La Ferrière                | La Ferrière                                         | fusion                                                         | 27 mars 1822 (Ordonnance)                           | 27 mars 1822 (Ordonnance)                          |
| La Ferrière                | Ayroux                                              | fusion                                                         | 27 mars 1822 (Ordonnance)                           | 27 mars 1822 (Ordonnance)                          |
| Civray                     | Civray                                              | fusion                                                         | 24 octobre 1821 (Ordonnance)                        | 24 octobre 1821 (Ordonnance)                       |
| Civray                     | Saint-Clémentin                                     | fusion                                                         | 24 octobre 1821 (Ordonnance)                        | 24 octobre 1821 (Ordonnance)                       |
| Saint-Savin                | Saint-Savin                                         | fusion                                                         | 20 avril 1820 (Ordonnance)                          | 20 avril 1820 (Ordonnance)                         |
| Saint-Savin                | Mont-Saint-Savin                                    | fusion                                                         | 20 avril 1820 (Ordonnance)                          | 20 avril 1820 (Ordonnance)                         |
| Mirebeau                   | Mirebeau                                            | fusion                                                         | 20 avril 1820 (Ordonnance)                          | 20 avril 1820 (Ordonnance)                         |
| Mirebeau                   | Seuilly                                             | fusion                                                         | 20 avril 1820 (Ordonnance)                          | 20 avril 1820 (Ordonnance)                         |
| Beaumont                   | Beaumont                                            | fusion                                                         | 20 avril 1820 (Ordonnance)                          | 20 avril 1820 (Ordonnance)                         |
| Beaumont                   | Moussais (une partie)                               | fusion                                                         | 20 avril 1820 (Ordonnance)                          | 20 avril 1820 (Ordonnance)                         |
| Vouneuil-sur-Vienne        | Vouneuil-sur-Vienne                                 | fusion                                                         | 20 avril 1820 (Ordonnance)                          | 20 avril 1820 (Ordonnance)                         |
| Vouneuil-sur-Vienne        | Moussais (une partie)                               | fusion                                                         | 20 avril 1820 (Ordonnance)                          | 20 avril 1820 (Ordonnance)                         |
| Millac                     | Millac                                              | fusion                                                         | 19 avril 1820 (Ordonnance)                          | 19 avril 1820 (Ordonnance)                         |
| Millac                     | Saint-Paixent (transféré à L'Isle-Jourdain en 1857) | fusion                                                         | 19 avril 1820 (Ordonnance)                          | 19 avril 1820 (Ordonnance)                         |
| Sèvres                     | Anxaumont                                           | fusion                                                         | 19 avril 1820 (Ordonnance)                          | 19 avril 1820 (Ordonnance)                         |
| Sèvres                     | Sèvres                                              | fusion                                                         | 19 avril 1820 (Ordonnance)                          | 19 avril 1820 (Ordonnance)                         |
| Haims                      | Haims                                               | fusion                                                         | 19 avril 1820 (Ordonnance)                          | 19 avril 1820 (Ordonnance)                         |
| Haims                      | Thenet                                              | fusion                                                         | 19 avril 1820 (Ordonnance)                          | 19 avril 1820 (Ordonnance)                         |
| Blanzay                    | Blanzay                                             | fusion                                                         | 19 avril 1820 (Ordonnance)                          | 19 avril 1820 (Ordonnance)                         |
| Blanzay                    | Villaret                                            | fusion                                                         | 19 avril 1820 (Ordonnance)                          | 19 avril 1820 (Ordonnance)                         |
| Andillé                    | Andillé                                             | fusion                                                         | 22 décembre 1819 (Ordonnance)                       | 22 décembre 1819 (Ordonnance)                      |
| Andillé                    | Les Roches-Prémaries                                | fusion                                                         | 22 décembre 1819 (Ordonnance)                       | 22 décembre 1819 (Ordonnance)                      |
| Chalandray                 | Chalandray                                          | fusion                                                         | 8 décembre 1819 (Ordonnance)                        | 8 décembre 1819 (Ordonnance)                       |
| Chalandray                 | Cramard                                             | fusion                                                         | 8 décembre 1819 (Ordonnance)                        | 8 décembre 1819 (Ordonnance)                       |
| Château-Larcher            | Château-Larcher                                     | fusion                                                         | 8 décembre 1819 (Ordonnance)                        | 8 décembre 1819 (Ordonnance)                       |
| Château-Larcher            | Écrouzille                                          | fusion                                                         | 8 décembre 1819 (Ordonnance)                        | 8 décembre 1819 (Ordonnance)                       |
| Iteuil                     | Iteuil                                              | fusion                                                         | 8 décembre 1819 (Ordonnance)                        | 8 décembre 1819 (Ordonnance)                       |
| Iteuil                     | Ruffigny                                            | fusion                                                         | 8 décembre 1819 (Ordonnance)                        | 8 décembre 1819 (Ordonnance)                       |
| Lavoux                     | Lavoux                                              | fusion                                                         | 8 décembre 1819 (Ordonnance)                        | 8 décembre 1819 (Ordonnance)                       |
| Lavoux                     | Liniers (commune rétablie en 1869)                  | fusion                                                         | 8 décembre 1819 (Ordonnance)                        | 8 décembre 1819 (Ordonnance)                       |
| Marigny-Brizay             | Marigny-Brizay                                      | fusion                                                         | 1er décembre 1819 (Ordonnance)                      | 1er décembre 1819 (Ordonnance)                     |
| Marigny-Brizay             | Saint-Léger-la-Palud                                | fusion                                                         | 1er décembre 1819 (Ordonnance)                      | 1er décembre 1819 (Ordonnance)                     |
| Vernon                     | Vernon                                              | fusion                                                         | 1er décembre 1819 (Ordonnance)                      | 1er décembre 1819 (Ordonnance)                     |
| Vernon                     | Chiré-les-Bois                                      | fusion                                                         | 1er décembre 1819 (Ordonnance)                      | 1er décembre 1819 (Ordonnance)                     |
| Vézières                   | Vézières                                            | fusion                                                         | 1er décembre 1819 (Ordonnance)                      | 1er décembre 1819 (Ordonnance)                     |
| Vézières                   | Saint-Citroine                                      | fusion                                                         | 1er décembre 1819 (Ordonnance)                      | 1er décembre 1819 (Ordonnance)                     |
| Benassay                   | Benassay                                            | fusion                                                         | 24 novembre 1819 (Ordonnance)                       | 24 novembre 1819 (Ordonnance)                      |
| Benassay                   | Nesdes                                              | fusion                                                         | 24 novembre 1819 (Ordonnance)                       | 24 novembre 1819 (Ordonnance)                      |
| Ceaux                      | Ceaux                                               | fusion                                                         | 24 novembre 1819 (Ordonnance)                       | 24 novembre 1819 (Ordonnance)                      |
| Ceaux                      | Joué                                                | fusion                                                         | 24 novembre 1819 (Ordonnance)                       | 24 novembre 1819 (Ordonnance)                      |
| Montreuil-Bonnin           | Montreuil-Bonnin                                    | fusion                                                         | 24 novembre 1819 (Ordonnance)                       | 24 novembre 1819 (Ordonnance)                      |
| Montreuil-Bonnin           | La Chapelle-Montreuil (commune rétablie en 1869)    | fusion                                                         | 24 novembre 1819 (Ordonnance)                       | 24 novembre 1819 (Ordonnance)                      |
| Saix                       | Saix                                                | fusion                                                         | 24 novembre 1819 (Ordonnance)                       | 24 novembre 1819 (Ordonnance)                      |
| Saix                       | Solomé                                              | fusion                                                         | 24 novembre 1819 (Ordonnance)                       | 24 novembre 1819 (Ordonnance)                      |
| Sammarçolles               | Sammarçolles                                        | fusion                                                         | 24 novembre 1819 (Ordonnance)                       | 24 novembre 1819 (Ordonnance)                      |
| Sammarçolles               | Crué                                                | fusion                                                         | 24 novembre 1819 (Ordonnance)                       | 24 novembre 1819 (Ordonnance)                      |
| Champigny-le-Sec           | Champigny-le-Sec                                    | fusion                                                         | 10 novembre 1819 (Ordonnance)                       | 10 novembre 1819 (Ordonnance)                      |
| Champigny-le-Sec           | Liaigues                                            | fusion                                                         | 10 novembre 1819 (Ordonnance)                       | 10 novembre 1819 (Ordonnance)                      |
| Saint-Julien-l'Ars         | Saint-Julien-l'Ars                                  | fusion                                                         | 10 novembre 1819 (Ordonnance)                       | 10 novembre 1819 (Ordonnance)                      |
| Saint-Julien-l'Ars         | Savigny-Lévescault (commune rétablie en 1870)       | fusion                                                         | 10 novembre 1819 (Ordonnance)                       | 10 novembre 1819 (Ordonnance)                      |
| Vouneuil-sous-Biard        | Vouneuil-sous-Biard                                 | fusion                                                         | 10 novembre 1819 (Ordonnance)                       | 10 novembre 1819 (Ordonnance)                      |
| Vouneuil-sous-Biard        | Biard (commune rétablie en 1847)                    | fusion                                                         | 10 novembre 1819 (Ordonnance)                       | 10 novembre 1819 (Ordonnance)                      |
| Ligugé                     | Ligugé                                              | fusion                                                         | 3 novembre 1819 (Ordonnance)                        | 3 novembre 1819 (Ordonnance)                       |
| Ligugé                     | Mezeaux                                             | fusion                                                         | 3 novembre 1819 (Ordonnance)                        | 3 novembre 1819 (Ordonnance)                       |
| Celle-l'Évescault          | Celle-l'Évescault                                   | fusion                                                         | 13 octobre 1819 (Ordonnance)                        | 13 octobre 1819 (Ordonnance)                       |
| Celle-l'Évescault          | Comblé                                              | fusion                                                         | 13 octobre 1819 (Ordonnance)                        | 13 octobre 1819 (Ordonnance)                       |
| La Puye                    | La Puye                                             | fusion                                                         | 19 mai 1819 (Ordonnance)                            | 19 mai 1819 (Ordonnance)                           |
| La Puye                    | Cenan                                               | fusion                                                         | 19 mai 1819 (Ordonnance)                            | 19 mai 1819 (Ordonnance)                           |
| Availles                   | Availles                                            | fusion                                                         | 18 novembre 1818 (Ordonnance)                       | 18 novembre 1818 (Ordonnance)                      |
| Availles                   | Prinçay (canton de Vouneuil-sur-Vienne)             | fusion                                                         | 18 novembre 1818 (Ordonnance)                       | 18 novembre 1818 (Ordonnance)                      |
| Chenevelles                | Chenevelles                                         | fusion                                                         | 18 novembre 1818 (Ordonnance)                       | 18 novembre 1818 (Ordonnance)                      |
| Chenevelles                | La Chapelle-Roux                                    | fusion                                                         | 18 novembre 1818 (Ordonnance)                       | 18 novembre 1818 (Ordonnance)                      |
| Ingrandes                  | Ingrandes                                           | fusion                                                         | 18 novembre 1818 (Ordonnance)                       | 18 novembre 1818 (Ordonnance)                      |
| Ingrandes                  | Saint-Ustre                                         | fusion                                                         | 18 novembre 1818 (Ordonnance)                       | 18 novembre 1818 (Ordonnance)                      |
| Monthoiron                 | Monthoiron                                          | fusion                                                         | 18 novembre 1818 (Ordonnance),                      | 18 novembre 1818 (Ordonnance),                     |
| Monthoiron                 | Asnières (canton de Vouneuil-sur-Vienne)            | fusion                                                         | 18 novembre 1818 (Ordonnance),                      | 18 novembre 1818 (Ordonnance),                     |
| Monthoiron                 | Fressineau                                          | fusion                                                         | 18 novembre 1818 (Ordonnance),                      | 18 novembre 1818 (Ordonnance),                     |
| Les Ormes                  | Les Ormes                                           | fusion                                                         | 18 novembre 1818 (Ordonnance)                       | 18 novembre 1818 (Ordonnance)                      |
| Les Ormes                  | Poizay-le-Joli                                      | fusion                                                         | 18 novembre 1818 (Ordonnance)                       | 18 novembre 1818 (Ordonnance)                      |
| Saint-Gervais              | Saint-Gervais                                       | fusion                                                         | 18 novembre 1818 (Ordonnance),                      | 18 novembre 1818 (Ordonnance),                     |
| Saint-Gervais              | Avrigny                                             | fusion                                                         | 18 novembre 1818 (Ordonnance),                      | 18 novembre 1818 (Ordonnance),                     |
| Saint-Gervais              | Saint-Martin-de-Quinlieu                            | fusion                                                         | 18 novembre 1818 (Ordonnance),                      | 18 novembre 1818 (Ordonnance),                     |
| Saint-Sauveur              | Saint-Sauveur                                       | fusion                                                         | 18 novembre 1818 (Ordonnance)                       | 18 novembre 1818 (Ordonnance)                      |
| Saint-Sauveur              | Saint-Hilaire                                       | fusion                                                         | 18 novembre 1818 (Ordonnance)                       | 18 novembre 1818 (Ordonnance)                      |
| Usseau                     | Usseau                                              | fusion                                                         | 18 novembre 1818 (Ordonnance)                       | 18 novembre 1818 (Ordonnance)                      |
| Usseau                     | Remeneuil                                           | fusion                                                         | 18 novembre 1818 (Ordonnance)                       | 18 novembre 1818 (Ordonnance)                      |
| Vouillé                    | Vouillé                                             | fusion                                                         | 12 août 1818 (Ordonnance)                           | 12 août 1818 (Ordonnance)                          |
| Vouillé                    | Traversonne                                         | fusion                                                         | 12 août 1818 (Ordonnance)                           | 12 août 1818 (Ordonnance)                          |
| Chiré-en-Montreuil         | Chiré-en-Montreuil                                  | fusion                                                         | 4 juillet 1806 (Décret)                             | 4 juillet 1806 (Décret)                            |
| Chiré-en-Montreuil         | Civray-les-Essarts (la partie Civray)               | fusion                                                         | 4 juillet 1806 (Décret)                             | 4 juillet 1806 (Décret)                            |
| Vouillé                    | Vouillé                                             | fusion                                                         | 4 juillet 1806 (Décret)                             | 4 juillet 1806 (Décret)                            |
| Vouillé                    | Civray-les-Essarts (la partie Les Essarts)          | fusion                                                         | 4 juillet 1806 (Décret)                             | 4 juillet 1806 (Décret)                            |
| La Roche-Posay             | La Roche                                            | fusion                                                         | 23 mai 1806 (Décret)                                | 23 mai 1806 (Décret)                               |
| La Roche-Posay             | Posay-le-Vieil                                      | fusion                                                         | 23 mai 1806 (Décret)                                | 23 mai 1806 (Décret)                               |
| Châtellerault              | Châtellerault                                       | fusion                                                         | 18 novembre 1801 (Ordonnance) (27 brumaire an 10),  | 18 novembre 1801 (Ordonnance) (27 brumaire an 10), |
| Châtellerault              | Antoigné                                            | fusion                                                         | 18 novembre 1801 (Ordonnance) (27 brumaire an 10),  | 18 novembre 1801 (Ordonnance) (27 brumaire an 10), |
| Châtellerault              | Pouthumé                                            | fusion                                                         | 18 novembre 1801 (Ordonnance) (27 brumaire an 10),  | 18 novembre 1801 (Ordonnance) (27 brumaire an 10), |
| Montmorillon               | Montmorillon                                        | fusion                                                         | 18 novembre 1801 (Ordonnance) (27 brumaire an 10)   | 18 novembre 1801 (Ordonnance) (27 brumaire an 10)  |
| Montmorillon               | Concise                                             | fusion                                                         | 18 novembre 1801 (Ordonnance) (27 brumaire an 10)   | 18 novembre 1801 (Ordonnance) (27 brumaire an 10)  |
| Lusignan                   | Lusignan                                            | fusion                                                         | 18 novembre 1801 (Ordonnance) (27 brumaire an 10)   | 18 novembre 1801 (Ordonnance) (27 brumaire an 10)  |
| Lusignan                   | Enjambes                                            | fusion                                                         | 18 novembre 1801 (Ordonnance) (27 brumaire an 10)   | 18 novembre 1801 (Ordonnance) (27 brumaire an 10)  |
| Saint-Pierre-de-Maillé     | Maillé                                              | fusion                                                         | 18 novembre 1801 (Ordonnance) (27 brumaire an 10)   | 18 novembre 1801 (Ordonnance) (27 brumaire an 10)  |
| Saint-Pierre-de-Maillé     | Saint-Phèle-de-Maillé                               | fusion                                                         | 18 novembre 1801 (Ordonnance) (27 brumaire an 10)   | 18 novembre 1801 (Ordonnance) (27 brumaire an 10)  |
| Mignaloux-Beauvoir         | Beauvoir                                            | fusion                                                         | 1798                                                | 1798                                               |
| Mignaloux-Beauvoir         | Mignaloux                                           | fusion                                                         | 1798                                                | 1798                                               |
| Monts-sur-Guesnes          | Monts-sur-Guesnes                                   | fusion                                                         | 1790                                                | 1790                                               |
| Monts-sur-Guesnes          | Saint-Vincent-de-l'Oratoire-de-Monts                | fusion                                                         | 1790                                                | 1790                                               |
| Lusignan                   | Lusignan                                            | fusion                                                         | 1790                                                | 1790                                               |
| Lusignan                   | Pranzay                                             | fusion                                                         | 1790                                                | 1790                                               |
| Vivonne                    | Vivonne                                             | fusion                                                         | 1790                                                | 1790                                               |
| Vivonne                    | Sais                                                | fusion                                                         | 1790                                                | 1790                                               |
| Pleumartin                 | Pleumartin                                          | fusion                                                         | 1790                                                | 1790                                               |
| Pleumartin                 | Crémille                                            | fusion                                                         | 1790                                                | 1790                                               |

## Créations et rétablissements
| Nom de la commune créée | Commune affectée                                                                                 | Mode de création            | Date (et nature) de la décision | Date d'effet                  |
| ----------------------- | ------------------------------------------------------------------------------------------------ | --------------------------- | ------------------------------- | ----------------------------- |
| Amberre                 | Mirebeau                                                                                         | Rétablissement              | 28 novembre 1979 (Arrêté)       | 1er janvier 1980              |
| Cherves                 | Mirebeau                                                                                         | Rétablissement              | 28 novembre 1979 (Arrêté)       | 1er janvier 1980              |
| Cuhon                   | Mirebeau                                                                                         | Rétablissement              | 28 novembre 1979 (Arrêté)       | 1er janvier 1980              |
| Maisonneuve             | Mirebeau                                                                                         | Rétablissement              | 28 novembre 1979 (Arrêté)       | 1er janvier 1980              |
| Massognes               | Mirebeau                                                                                         | Rétablissement              | 28 novembre 1979 (Arrêté)       | 1er janvier 1980              |
| Varennes                | Mirebeau                                                                                         | Rétablissement              | 28 novembre 1979 (Arrêté)       | 1er janvier 1980              |
| Vouzailles              | Mirebeau                                                                                         | Rétablissement              | 28 novembre 1979 (Arrêté)       | 1er janvier 1980              |
| Savigny-Lévescault      | Saint-Julien-l'Ars                                                                               | Rétablissement              | 12 janvier 1870 (Décret)        | 12 janvier 1870 (Décret)      |
| Liniers                 | Lavoux                                                                                           | Rétablissement              | 11 octobre 1869 (Décret)        | 11 octobre 1869 (Décret)      |
| La Chapelle-Montreuil   | Montreuil-Bonnin                                                                                 | Rétablissement              | 15 mai 1869 (Décret)            | 15 mai 1869 (Décret)          |
| Lavausseau              | Benassay                                                                                         | Démembrement                | 11 juillet 1868 (Décret)        | 11 juillet 1868 (Décret)      |
| Port-de-Piles           | Les Ormes                                                                                        | Démembrement                | 26 novembre 1849 (Loi)          | 26 novembre 1849 (Loi)        |
| Biard                   | Vouneuil-sous-Biard                                                                              | Rétablissement              | 14 avril 1847 (Ordonnance)      | 14 avril 1847 (Ordonnance)    |
| Le Rochereau            | Frozes                                                                                           | Démembrement                | 7 septembre 1845 (Ordonnance)   | 7 septembre 1845 (Ordonnance) |
| Lencloître              | Boussageau (commune supprimée) avec le hameau de Lencloître situé sur la commune de Saint-Genest | Suppression et démembrement | 4 décembre 1822 (Ordonnance)    | 4 décembre 1822 (Ordonnance)  |

## Modifications de nom officiel
| Ancien nom                    | Nouveau nom                      | Date (et nature) de la décision |
| ----------------------------- | -------------------------------- | ------------------------------- |
| Coulonges                     | Coulonges-les-Hérolles           | 18 octobre 2023 (Décret)        |
| Lathus                        | Lathus-Saint-Rémy                | 10 août 1978 (Décret)           |
| Availles                      | Availles-en-Châtellerault        | 14 novembre 1967 (Décret)       |
| Claunay                       | Claunay-en-Loudun                | 14 novembre 1967 (Décret)       |
| La Villedieu                  | La Villedieu-du-Clain            | 27 février 1961 (Décret)        |
| Saint-Georges                 | Saint-Georges-lès-Baillargeaux   | 27 février 1961 (Décret)        |
| Ceaux                         | Ceaux-en-Couhé                   | 9 octobre 1958 (Décret)         |
| Ceaux                         | Ceaux-en-Loudun                  | 9 octobre 1958 (Décret)         |
| Chapelle-Bâton                | La Chapelle-Bâton                | 9 octobre 1958 (Décret)         |
| Frontenay                     | Frontenay-sur-Dive               | 9 octobre 1958 (Décret)         |
| Migné                         | Migné-Auxances                   | 9 octobre 1958 (Décret)         |
| Neuville                      | Neuville-de-Poitou               | 9 octobre 1958 (Décret)         |
| Saint-Genest                  | Saint-Genest-d'Ambière           | 9 octobre 1958 (Décret)         |
| Saint-Rémy                    | Saint-Rémy-sur-Creuse            | 9 octobre 1958 (Décret)         |
| Savigny                       | Savigny-sous-Faye                | 9 octobre 1958 (Décret)         |
| Curçay                        | Curçay-sur-Dive                  | 6 juillet 1956 (Décret)         |
| Curzay                        | Curzay-sur-Vonne                 | 17 septembre 1946 (Décret)      |
| Nouaillé                      | Nouaillé-Maupertuis              | 3 novembre 1938 (Décret)        |
| Saint-Rémy                    | Saint-Rémy-en-Montmorillon       | 18 octobre 1938 (Décret)        |
| Sèvres                        | Sèvres-Anxaumont                 | 16 décembre 1937 (Décret)       |
| Saint-Maurice                 | Saint-Maurice-la-Clouère         | 23 novembre 1937 (Décret)       |
| Cenon                         | Cenon-sur-Vienne                 | 28 décembre 1936 (Décret)       |
| Mouterre                      | Mouterre-sur-Blourde             | 17 juillet 1927 (Décret)        |
| Chasseneuil                   | Chasseneuil-du-Poitou            | 17 juillet 1926 (Décret)        |
| Saint-Romain                  | Saint-Romain-sur-Vienne          | 18 décembre 1909 (Décret)       |
| Vaux                          | Vaux-sur-Vienne                  | 19 décembre 1908 (Décret)       |
| Montgauguier                  | Maisonneuve                      | 15 février 1908 (Décret)        |
| Jaulnay                       | Jaunay-Clan                      | 21 novembre 1905 (Décret)       |
| Andillé                       | Roches-Prémarie-Andillé          | 18 janvier 1905 (Décret)        |
| Asnières                      | Asnières-sur-Blour               | 13 juillet 1904 (Décret)        |
| Leignes                       | Leignes-sur-Fontaine             | 14 décembre 1903 (Décret)       |
| Nueil-sur-Dive                | Berrie                           | 31 janvier 1898 (Décret)        |
| Sommières                     | Sommières-du-Clain               | 2 mai 1897 (Décret)             |
| Saint-Gervais                 | Saint-Gervais-les-Trois-Clochers | 10 avril 1895 (Décret)          |
| Usson                         | Usson-du-Poitou                  | 21 février 1895 (Décret)        |
| Vendeuvre                     | Vendeuvre-du-Poitou              | 21 février 1895 (Décret)        |
| Saint-Léger                   | Saint-Léger-de-Montbrillais      | 27 janvier 1894 (Décret)        |
| Angles                        | Angles-sur-l'Anglin              | 22 août 1892 (Décret)           |
| Vicq                          | Vicq-sur-Gartempe                | 27 juillet 1888 (Décret)        |
| La Ferrière                   | La Ferrière-Airoux               | 20 novembre 1884 (Décret)       |
| Sainte-Radegonde-de-Marconnay | Verger-sur-Dive                  | 18 juillet 1864 (Décret)        |

## Modifications de limites communales
Le plus souvent, les modifications des limites communales décidées par arrêtés préfectoraux ne sont pas répertoriées dans le Journal officiel ni dans le Bulletin officiel.
| La commune de ...                                                                                         | ... cède du territoire à la commune de ...                                                                | précisions                                                                 | Date (et nature) de la décision           |
| --- | --- | -------------------------------------------------------------------------- | ----------------------------------------- |
| Chauvigny                                                                                                 | Chapelle-Viviers                                                                                          | 4 habitants                                                                | 27 février 1991 (Arrêté)                  |
| Chauvigny                                                                                                 | Valdivienne                                                                                               | 3 habitants                                                                | 27 février 1991 (Arrêté)                  |
| Tercé | Valdivienne                                                                                               | superficie de 68 ha 85 a 94 ca (0,688 594 km2)                             | 8 août 1979 (Décret)                      |
| Valdivienne                                                                                               | Tercé | 26 habitants superficie de 422 ha 28 a 52 ca (4,222 852 km2)               | 8 août 1979 (Décret)                      |
| Valdivienne                                                                                               | Fleuré | 35 habitants superficie de 310 ha 92 a 1 ca (3,109 201 km2)                | 8 août 1979 (Décret)                      |
| Ligugé | Saint-Benoît                                                                                              | 9 habitants superficie de 36 ha 38 a 66 ca (0,363 866 km2)                 | 24 juin 1975 (Décret)                     |
| Ligugé | Poitiers                                                                                                  | superficie de 22 ha 92 a 44 ca (0,229 244 km2)                             | 24 juin 1975 (Décret)                     |
| Lusignan Rouillé                                                                                          | Rouillé Lusignan                                                                                          |                                                                            | 13 avril 1970 (Arrêté)                    |
| Migné-Auxances                                                                                            | Cissé | 26 habitants superficie de 39 ha 47 a 80 ca (0,394 78 km2)                 | 24 février 1970 (Décret)                  |
| Cissé | Migné-Auxances                                                                                            | superficie de 35 ha 92 a 15 ca (0,359 215 km2)                             | 24 février 1970 (Décret)                  |
| Lizant | Voulême                                                                                                   | 5 habitants                                                                | 27 juin 1969 (Arrêté)                     |
| Chiré-en-Montreuil                                                                                        | Latillé                                                                                                   | 7 habitants                                                                | 12 décembre 1968 (Décret)                 |
| Naintré                                                                                                   | Châtellerault                                                                                             | Quartiers de les Renardières, la Montée-Rouge et la Brelandière            | 10 juin 1966 (Décret)                     |
| Dissay | Saint-Cyr                                                                                                 | 11 habitants                                                               | 2 juin 1965 (Arrêté)                      |
| Quinçay                                                                                                   | Béruges                                                                                                   | Village de Ferrière 16 habitants                                           | 27 mai 1964 (Décret)                      |
| Les Ormes                                                                                                 | Dangé | 19 habitants                                                               | 10 décembre 1963 (Arrêté)                 |
| Rouillé Lusignan                                                                                          | Lusignan Rouillé                                                                                          |                                                                            | 9 novembre 1962 (Arrêté)                  |
| Mignaloux-Beauvoir                                                                                        | Poitiers                                                                                                  | 48 habitants Portion de la Milétrie (pour y édifier le centre hospitalier) | 14 août 1958 (Décret)                     |
| Charrais                                                                                                  | Le Rochereau                                                                                              | Hameau de Liniers                                                          | 13 août 1952 (Décret)                     |
| Chasseneuil-du-Poitou                                                                                     | Jaunay-Clan                                                                                               | Hameaux de la Haute-Payre et la Basse-Payre                                | 16 septembre 1949 (Décret)                |
| Jardres                                                                                                   | Chauvigny                                                                                                 | superficie de 35 ha (0,35 km2)                                             | 20 novembre 1920 (Loi)                    |
| Néons-sur-Creuse (département de l'Indre) Vicq                                                            | Vicq Néons-sur-Creuse (département de l'Indre)                                                            |                                                                            | 12 juin 1911 (Décret)                     |
| Aslonnes La Villedieu                                                                                     | La Villedieu Aslonnes                                                                                     |                                                                            | 7 octobre 1905 (Décret)                   |
| Vouzailles                                                                                                | Massognes Montgauguier                                                                                    |                                                                            | 25 avril 1866 (Loi)                       |
| Bournand                                                                                                  | Trois-Moutiers                                                                                            | Section de Saint-Drémont                                                   | 6 juillet 1862 (Loi)                      |
| Limalonges (département des Deux-Sèvres)                                                                  | Saint-Saviol                                                                                              |                                                                            | 9 mai 1860 (Loi)                          |
| Millac | L'Isle-Jourdain                                                                                           | Village de Saint-Paixent                                                   | 27 mai 1857 (Décret)                      |
| Dissay | Saint-Cyr                                                                                                 | Section de Traverzay                                                       | 22 juillet 1847 (Loi)                     |
| Naintré                                                                                                   | Châtellerault                                                                                             |                                                                            | 9 juillet 1845 (Loi)                      |
| Saint-Léger-de-Montbrillais                                                                               | Les Trois-Moutiers                                                                                        | Enclave de Bournais                                                        | 9 avril 1842 (Loi)                        |
| Vaux | Ingrandes                                                                                                 | Hameaux de la Brosse et la Morinière                                       | 9 avril 1841 (Loi)                        |
| Naintré                                                                                                   | Cenon |                                                                            | 19 mars 1841 (Loi)                        |
| Épieds (département de Maine-et-Loire)                                                                    | Morton |                                                                            | 25 juillet 1839 (Loi)                     |
| Celle-Lévescault                                                                                          | Payré | Enclaves de Montmatin et la Vacheresse                                     | 24 juillet 1839 (Loi)                     |
| Curçay | Saint-Léger-de-Montbrun (département des Deux-Sèvres) Pas-de-Jeu (département des Deux-Sèvres)            |                                                                            | 25 mai 1835 (Loi)                         |
| Pas-de-Jeu (département des Deux-Sèvres)                                                                  | Curçay |                                                                            | 25 mai 1835 (Loi)                         |
| Saint-Martin-de-Mâcon (département des Deux-Sèvres) Saint-Léger-de-Montbrun (département des Deux-Sèvres) | Curçay | annule les arrêtés des 1 et 9 nivôse an VII                                | 14 juin 1804 (Décret) (25 prairial an 12) |
| Curçay | Saint-Martin-de-Mâcon (département des Deux-Sèvres) Saint-Léger-de-Montbrun (département des Deux-Sèvres) | annule les arrêtés des 1 et 9 nivôse an VII                                | 14 juin 1804 (Décret) (25 prairial an 12) |

## Communes associées
Liste des communes ayant, ou ayant eu (en italique), à la suite d'une fusion, le statut de commune associée.
| Nom de la commune          | Code INSEE | Fusion-association                     | Fusion-association | Fusion-association   | Fusion-association                       | D - Défusion ou F - transformation de l'association en fusion simple | D - Défusion ou F - transformation de l'association en fusion simple | D - Défusion ou F - transformation de l'association en fusion simple |
| Nom de la commune          | Code INSEE | date de la décision                    | date d'effet       | commune absorbante   | nom de la commune résultant de la fusion | D/F                                                                  | date de la décision                                                  | date d'effet                                                         |
| -------------------------- | ---------- | -------------------------------------- | ------------------ | -------------------- | ---------------------------------------- | -------------------------------------------------------------------- | -------------------------------------------------------------------- | -------------------------------------------------------------------- |
| Targé                      | 86267      | Arrêté préfectoral du 30 mai 1972      | 1er juin 1972      | Châtellerault        | Châtellerault                            |                                                                      |                                                                      |                                                                      |
| Pouzioux                   | 86199      | Arrêté préfectoral du 29 janvier 1973  | 1er février 1973   | Chauvigny            | Chauvigny                                |                                                                      |                                                                      |                                                                      |
| Le Bouchet                 | 86033      | Arrêté préfectoral du 30 mars 1972     | 1er avril 1972     | Claunay-en-Loudun    | La Roche-Rigault                         | F                                                                    | Arrêté préfectoral du 24 février 1978                                | 1er mars 1978                                                        |
| Notre-Dame-d'Or            | 86179      | Arrêté préfectoral du 29 juin 1972     | 1er janvier 1973   | La Grimaudière       | La Grimaudière                           |                                                                      |                                                                      |                                                                      |
| Verger-sur-Dive            | 86283      | Arrêté préfectoral du 29 juin 1972     | 1er janvier 1973   | La Grimaudière       | La Grimaudière                           |                                                                      |                                                                      |                                                                      |
| Saint-Rémy-en-Montmorillon | 86240      | Arrêté préfectoral du 29 décembre 1972 | 1er janvier 1973   | Lathus               | Lathus                                   |                                                                      |                                                                      |                                                                      |
| Rossay                     | 86212      | Arrêté préfectoral du 23 février 1972  | 1er mars 1972      | Loudun               | Loudun                                   |                                                                      |                                                                      |                                                                      |
| Amberre                    | 86002      | Arrêté préfectoral du 22 décembre 1972 | 1er janvier 1973   | Mirebeau             | Mirebeau                                 | D                                                                    | Arrêté préfectoral du 28 novembre 1979                               | 1er janvier 1980                                                     |
| Cherves                    | 86073      | Arrêté préfectoral du 22 décembre 1972 | 1er janvier 1973   | Mirebeau             | Mirebeau                                 | D                                                                    | Arrêté préfectoral du 28 novembre 1979                               | 1er janvier 1980                                                     |
| Maisonneuve                | 86144      | Arrêté préfectoral du 22 décembre 1972 | 1er janvier 1973   | Mirebeau             | Mirebeau                                 | D                                                                    | Arrêté préfectoral du 28 novembre 1979                               | 1er janvier 1980                                                     |
| Massognes                  | 86150      | Arrêté préfectoral du 22 décembre 1972 | 1er janvier 1973   | Mirebeau             | Mirebeau                                 | D                                                                    | Arrêté préfectoral du 28 novembre 1979                               | 1er janvier 1980                                                     |
| Varennes                   | 86277      | Arrêté préfectoral du 22 décembre 1972 | 1er janvier 1973   | Mirebeau             | Mirebeau                                 | D                                                                    | Arrêté préfectoral du 28 novembre 1979                               | 1er janvier 1980                                                     |
| Vouzailles                 | 86299      | Arrêté préfectoral du 22 décembre 1972 | 1er janvier 1973   | Mirebeau             | Mirebeau                                 | D                                                                    | Arrêté préfectoral du 28 novembre 1979                               | 1er janvier 1980                                                     |
| Cuhon                      | 86089      | Arrêté préfectoral du 28 décembre 1972 | 1er janvier 1973   | Mirebeau             | Mirebeau                                 | D                                                                    | Arrêté préfectoral du 28 novembre 1979                               | 1er janvier 1980                                                     |
| Messais                    | 86155      | Arrêté préfectoral du 24 avril 1972    | 1er mai 1972       | Moncontour           | Moncontour                               |                                                                      |                                                                      |                                                                      |
| Ouzilly-Vignolles          | 86185      | Arrêté préfectoral du 22 décembre 1972 | 1er janvier 1973   | Moncontour           | Moncontour                               |                                                                      |                                                                      |                                                                      |
| Saint-Chartres             | 86216      | Arrêté préfectoral du 22 décembre 1972 | 1er janvier 1973   | Moncontour           | Moncontour                               |                                                                      |                                                                      |                                                                      |
| Frontenay-sur-Dive         | 86101      | Arrêté préfectoral du 28 décembre 1972 | 1er janvier 1973   | Saint-Jean-de-Sauves | Saint-Jean-de-Sauves                     |                                                                      |                                                                      |                                                                      |
| Chapelle-Morthemer         | 86057      | Arrêté préfectoral du 24 juin 1974     | 1er juillet 1974   | Valdivienne          | Valdivienne                              | F                                                                    | Arrêté préfectoral du 18 juin 2013                                   | 1er novembre 2013                                                    |